# Juegos de medianoche
Juegos de medianoche es una obra de teatro de Santiago Moncada estrenada en 1971.

## Argumento
Santiago y Elena se han conocido en el cementerio cuando están enterrando a sus respectivos cónyuges. A partir de ese momento inician una nueva vida juntos. Casados de nuevo y transcurridos tres años, el matrimonio comienza a hacer aguas.

## Estreno
- Teatro Arlequín, Madrid, 30 de abril de 1971.
  - Dirección: Cayetano Luca de Tena.
  - Decorados: Emilio Burgos.
  - Intérpretes: Ana María Vidal, Ángel Picazo, Álvaro Portes, Manuel Torremocha, Pilar Bardem.

## Versión cinematográfica
En 1974 se estrenó la versión cinematográfica, con el título de El amor empieza a medianoche, dirigida por Pedro Lazaga y con actuación de Concha Velasco y Javier Escrivá.